# 庫特洛韋察冰川

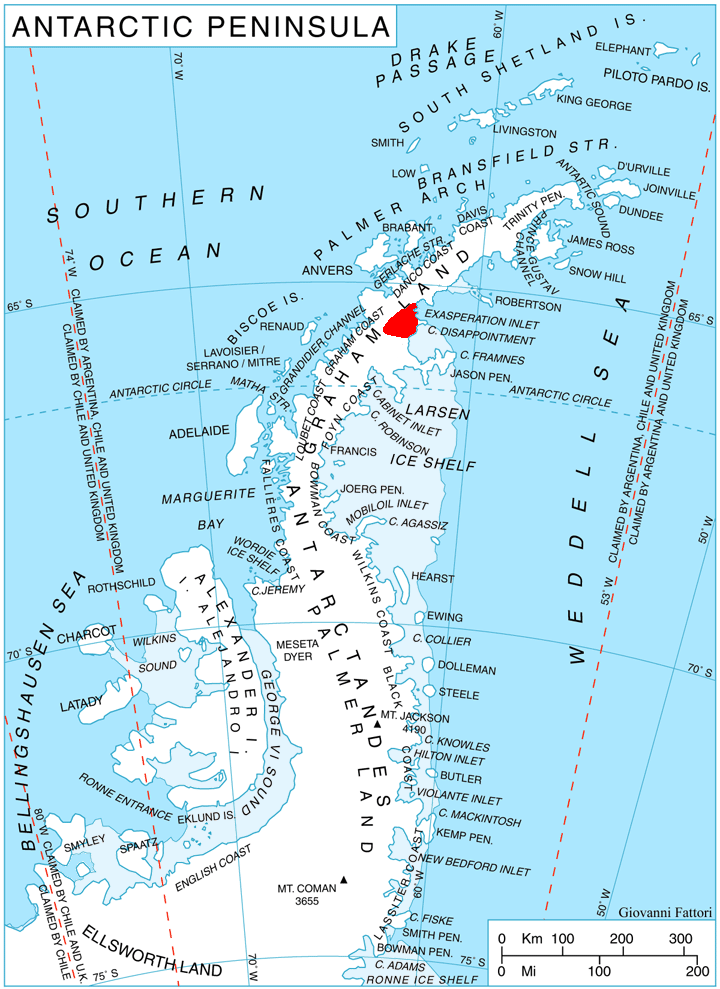

庫特洛韋察冰川（英語：Kutlovitsa Glacier）是南極洲的冰川，位於葛拉漢地的奧斯卡二世海岸，處於弗拉斯克冰川以北的亞里斯多德山脈南部地區，流經馬德里穹東南坡和費達拉山北坡，最終注入貝洛格拉奇克冰川，現時由南極條約體系管理。